# 剣と惑星

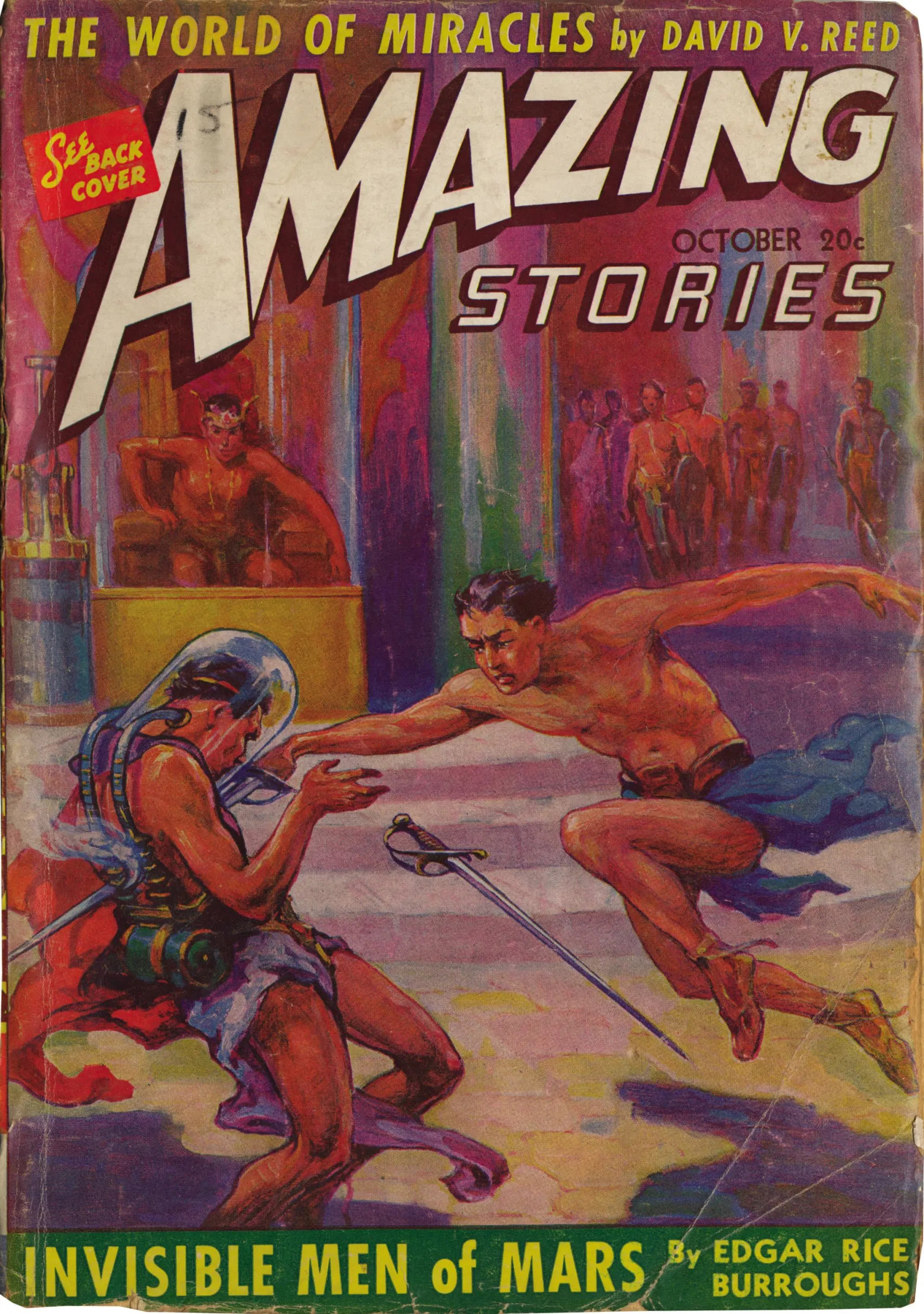
『Amazing stories』の表紙

剣と惑星（けんとわくせい、英: Sword and Planet）はサイエンス・ファンタジーのサブジャンルの1つで、地球以外の「惑星」を舞台とした冒険物語を特徴とし、通常地球人を主人公としている。名称に「剣」とあるのは、しばしばテクノロジーが進んだ世界設定であっても、主人公が剣などの単純な武器で敵と戦うためである。このジャンルの先駆的作品としてパーシー・グレッグの Across The Zodiac (1880) やエドウィン・レスター・アーノルドの Lieutenant Gullivar Jones: His Vacation (1905) があり、ジャンルの原型となったエドガー・ライス・バローズの『火星のプリンセス』は1912年 All-Story 誌上で "Under the Moons of Mars" と題して連載された。

## 概要
このジャンルは主流SFよりも先行して存在し、科学的には全く厳密さがない単なる冒険物語として書かれていた。例えば、なぜ異星の環境で地球の生命が生存可能かについてもほとんど説明されず、ただただ主人公がその惑星で動き回って現地の異星人とやりとりするための都合だけが優先されている。またテクノロジーは既知の物理法則を破っていることが多い。
「剣と惑星」という用語は「剣と魔法」(Sword and Sorcery)や「ソード&サンダル」(Sword and Sandal)といったジャンルを表す言葉を真似たものである。エース・ブックスの編集者ドナルド・A・ウォルハイムが1960年代に初めて使った用語であり、そのころ「剣と惑星」ものが再び人気になっていた。エース・ブックスと後にウォルハイムが立ち上げたDAWブックスは、初期の「剣と惑星」ものを多数再版し、同時に新世代作家の同ジャンルの作品も出版した。
「剣と惑星」ものと「惑星冒険」ものはかなりの部分がオーバーラップしているが、両方には属さない作品もある。一般に惑星冒険ものはスペースオペラに近く、剣と惑星ものは剣と魔法ものに近い。惑星冒険ものの方がテクノロジーを詳しく描写しているが、剣と惑星ものではテクノロジーは単なる背景設定に過ぎず、剣で戦うのが常である。一般に異星は地球の中世や古代のような雰囲気である。そのため、地上では家畜化された動物に乗って旅行するのに、反重力技術で飛行する船があるといった時代設定がごちゃ混ぜの状況を呈している。
日本においてはSFやスペースオペラではなく、ファンタジーのジャンルに属する異世界転移・転生として類似プロットの作品が多数存在する。

## 年代
剣と惑星ものの作品は2つの異なる年代に分類できる。1つはバローズ自身の作品群とその追随者の作品で、例えばO・A・クラインがいる。2つ目は1960年代から1970年代初期にかけてバローズへのパスティーシュとして書かれた膨大な作品群である。その後1980年代になると、このジャンルの作品はほとんど書かれなくなり、自然消滅した。ただし、ケネス・バルマーの Dray Prescot シリーズとジョン・ノーマンの《反地球》シリーズは、1980年代以降も続編が出版され続けた。また、初期作品のパロディも時折出版されている。